# Canadian Broadcasting Corporation

Logotyp sedan 1992.

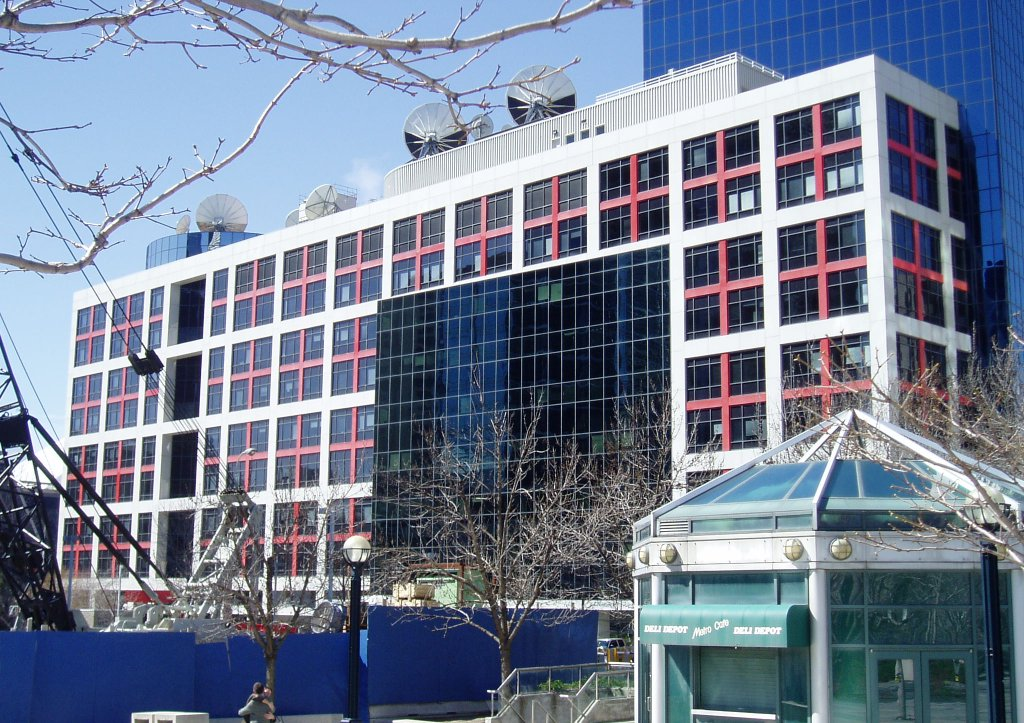
Canadian Broadcasting Centre i Toronto.

Canadian Broadcasting Corporation (CBC, engelska) eller La Société Radio-Canada (SRC, franska), även CBC/Radio-Canada, är ett kanadensiskt statligt public service-bolag för radio och TV. Företaget grundades i sin nuvarande form 2 november 1936 och är därmed det äldsta radioföretaget i Kanada. TV-sändningar inleddes 6 september 1952. CBC/Radio-Canada har flera kanaler på Kanadas officiella språk engelska och franska, liksom program på flera ursprungsbefolkningsspråk och invandrarspråk.

## Utlandsprogram
Under namnet Radio Canada International (RCI) sänder CBC på engelska, franska, spanska, ryska, kinesiska (mandarin), arabiska och portugisiska. Programmen sprids via kortvåg, satellit, Internet och lokala radiostationer på olika håll i världen. RCI samarbetar med utlandsprogrammen från Japan (NHK), Nederländerna, Sverige (Radio Sweden), Schweiz och Australien.

Logotyp 1940–1958. Svenska sändningar förekom 1946–1961.

Sändningar på kortvåg till utlandet inleddes 1945 med program på engelska, franska och tyska och utökades under 1946 med tjeckiska och holländska. Från juli 1946 sändes ett program i veckan på svenska och danska, senare även på norska. Dagliga program på spanska och portugisiska inleddes i juli 1947. I januari 1949 tillkom sändningar på italienska och i december 1950 på finska. När kalla kriget hårdnade, utökades programmen mot östblocket. Sändningar på ryska inleddes i januari 1951, ukrainska 1952 och polska 1953. Det finska programmet lades ner 29 januari 1955 och sändningarna på nord- och västeuropeiska språk minskades, medan tyska och östeuropeiska språk gavs mer utrymme. Den 4 mars 1961 upphörde sändningarna på danska, italienska, nederländska, norska och svenska.